# Southsea
Southsea è una frazione di Portsmouth, nella contea inglese dell'Hampshire.
Qui nacquero il militare Edward Fegen e l'attore, sceneggiatore, regista e cantante Peter Sellers.
Un tempo dotata di un proprio consiglio, nel 2010 la località votò per la gestione integrale da parte del consiglio comunale di Portsmouth.